# Nossa Senhora de Banneux
Nossa Senhora de Banneux, também conhecida como Virgem dos Pobres ou Nossa Senhora dos Pobres, é uma das designações atribuídas à Santíssima Virgem Maria após as aparições que ocorreram na década de 1930 a Mariette Beco, na localidade de Banneux, na Bélgica.

## Historia das aparições
Mariette Beco, nativa de Banneux, contou que na década de 1930 presenciou oito aparições da Virgem Maria, entre os dias 15 de Janeiro de 1933 e 2 de março do mesmo ano. A criança disse ter visto uma senhora vestida de branco, que declarou ser a Virgem dos Pobres e disse-lhe:
Acredita em mim, que Eu acreditarei em ti.
Em uma das visões, a Virgem Maria pediu a Marriette para que tomasse água de uma pequena fonte e depois declarou que a fonte curaria os enfermos.
Depois das aparições, muito peregrinos começaram a frequentar o local. Atualmente, brotam ao redor da fonte, cerca de 2.000 galões de água ao dia, e são reportados numerosos caso de cura milagrosa.
Depois das aparições, Mariette Beco dedicou sua vida a sua família. Uma pequena capela foi erguida no local indicado pela virgem.

## Reconhecimento das aparições
Estas aparições da Virgem Maria foram sujeitas a investigações oficiais por parte da Igreja católica durante os anos de 1935 a 1937. Foi formada uma Comissão Episcopal e as evidências foram levadas ao Vaticano para uma análise rigorosa. Em Maio de 1942, o bispo Kerkhofs de Liège anunciou a aprovação das aparições. Uma aprovação preliminar foi dada em 1947 pela Santa Sé; a mesma aprovação foi declarada como definitiva em 1949.